# Нальота Євген Андрійович
Євге́н Андрі́йович Нальо́та — старший солдат Збройних сил України.
Брав участь у боях на сході України в складі 93-ї бригади.

## Нагороди
6 жовтня 2014 року — за особисту мужність і героїзм, виявлені у захисті державного суверенітету та територіальної цілісності України, вірність військовій присязі під час російсько-української війни, відзначений — нагороджений орденом «За мужність» III ступеня.